# Fußball-Club Gütersloh 2000 e.V.
Fußball-Club Gütersloh 2000 e.V. é uma agremiação esportiva alemã, fundada a 23 de fevereiro de 2000, sediada em Gütersloh, na Renânia do Norte-Vestfália.

## Datas históricas

SV Arminia Gütersloh

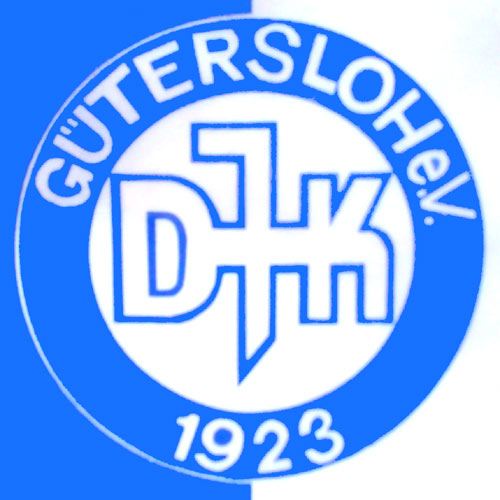
DJK Gütersloh

FC Gütersloh

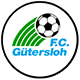
Gütersloh FC

- 1879 – 07/09/1879, Fundação do GÜTERSLOHER TURN VEREIN.
- 1918 – Fundação do SPORTVEREINIGUNG 1918 GÜTERSLOH
- 1923 – O departamento de futebol do GÜTERSLOHER TURN VEREIN se torna independente sob o nome de SPIEL-und-SPORT (SuS) 1923 GÜTERSLOH.
- 1923 – Fundação do VfK GÜTERSLOH que foi renomeado posteriormente DEUTSCHE JUNGEND KRAFT (DJK) GÜTERSLOH.
- 1925 – 09/02/1925, SPORTVEREINIGUNG 1918 GÜTERSLOH perdeu vários membros que fundaram o DEUTSCHE SPORT CLUB 1925 GÜTERSLOH.
- 1933 – Fusão do DEUTSCHE SPORT CLUB 1925 GÜTERSLOH com o SPIEL-und-SPORT (SuS) 1923 GÜTERSLOH para formar o SPORT VEREIN ARMINIA GÜTERSLOH.
- 1935 - DEUTSCHE JUNGEND KRAFT (DJK) GÜTERSLOH se funde ao SPORT VEREIN ARMINIA GÜTERSLOH.
- 1945 – Maio/junho de 1945: dissolução de todos as associações esportivas de acordo com a Directive n° 23 dos aliados.
- 1945 – Reconstituição do SPORT VEREIN ARMINIA GÜTERSLOH, pelos velhos membros do SPORT VEREIN ARMINIA GÜTERSLOH e pelos velhos membros do SPORTVEREINIGUNG 1918 GÜTERSLOH.
- 1953 – SPORT VEREIN ARMINIA GÜTERSLOH perdeu vários membros que criaram o DEUTSCHE JUNGEND KRAFT (DJK) BLAUW-WEISS GÜTERSLOH e o DEUTSCHE JUNGEND KRAFT (DJK) GÜTERSLOH-SÜD.
- 1963 – Fusão do DEUTSCHE JUNGEND KRAFT (DJK) BLAUW-WEISS GÜTERSLOH com o DEUTSCHE JUNGEND KRAFT (DJK) GÜTERSLOH-SÜD para formar o DEUTSCHE JUNGEND KRAFT (DJK) GÜTERSLOH.
- 1978 – 12/05/1978: fusão do SPORT VEREIN ARMINIA GÜTERSLOH com o DEUTSCHE JUNGEND KRAFT (DJK) GÜTERSLOH para formar o FUSSBALL CLUB GÜTERSLOH.
- 2000 – 14/02/2000: dissolução do FUSSBALL CLUB GÜTERSLOH.
- 2000 – 23/02/2000: reconstituição sob o nome de FUSSBALL CLUB 2000 GÜTERSLOH.

## História
O clube foi formado em 1978 com a fusão de Sport Verein Arminia e Deutsche Jugendkraft Gütersloh na esperança de que a nova equipe teria mais sucesso do que seus antecessores. A união causou um pouco de surpresa por conta de alguma má vontade que já existia entre o Arminia de recusar a compartilhar suas instalações estádio com o DJK. 
Ambos os times alternaram entre a segunda e terceira divisão entre o final dos anos 60 e nos anos 70. Após a fusão se estabeleceu como um time mediano da Westfalen (III). Após duas temporadas ruins, ocorreu o descenso para a Verbandsliga Westfalen (IV), mas sempre seguido da promoção imediata. O time conseguiu chegar à 2. Bundesliga, em 1996, após obter a conquista da Regionalliga West/Südwest para uma permanência de três anos, mas em 1999 foi assolado por uma dívida de 7 milhões de marcos. O clube foi dissolvido por um tribunal e todos os seus resultados na temporada foram anulados.
O clube foi refundado em 2000 e recomeçou na Oberliga Westfalen (IV). Em janeiro de 2010, foi anunciada uma possível fusão com o Wiedenbrück SC 2000. Houve uma consulta à DFB a 20 de janeiro de 2010, mais o plano não foi adiante.

## Títulos
- Campeão da Oberliga Westfalen: 1984, 1995;
- Campeão da Regionalliga West-Südwest: 1996;